# Frank M. Byrne

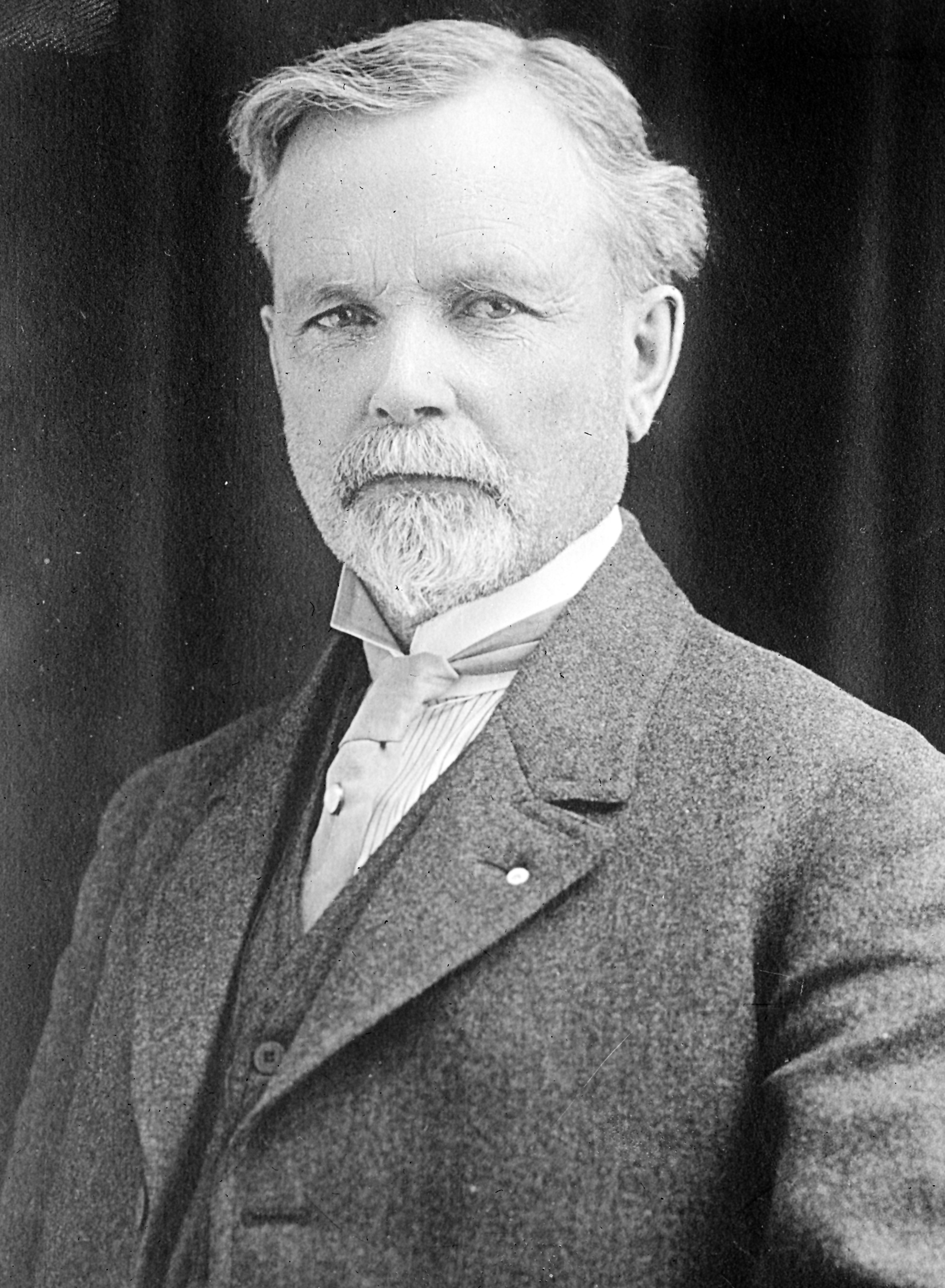
Frank M. Byrne

Frank Michael Byrne, född 23 oktober 1858 i Allamakee County, Iowa, död 24 december 1927 i San Francisco, Kalifornien, var en amerikansk republikansk politiker. Han var den 8:e guvernören i delstaten South Dakota 1913-1917.
Byrnes föräldrar Michael och Delia var invandrare från Irland. Byrne var viceguvernör i South Dakota 1911-1913 innan han tillträdde som guvernör. Byrne kandiderade i republikanernas primärval inför senatsvalet 1918 men förlorade mot sittande senatorn Thomas Sterling. 
Byrne var kongregationalist. Han var frimurare och medlem i Shriners. Hans grav finns i San Luis Obispo County, Kalifornien.